# Маслов, Иван Васильевич (лётчик)
Ива́н Васи́льевич Масло́в (1 августа 1920 года — 30 марта 2011 года) — участник Великой Отечественной войны, лётчик 157-го истребительного авиационного полка 234-й истребительной авиационной дивизии 16-й воздушной армии 1-го Белорусского фронта, старший лейтенант. Герой Советского Союза.

## Биография
Родился в деревне Исаково (ныне не существует, территория Можайского района Московской области). До 1937 года жил в родной деревне, где окончил 7 классов. Затем уехал в Москву. Поступил в школу ФЗУ треста Теплосантехмонтаж, которую окончил в 1939 году. Одновременно учился в аэроклубе на Сретенке. Работал слесарем на авторемонтном заводе.
В Красной Армии с 1939 года. В 1940 году окончил укороченный курс Борисоглебской военной авиационной школы лётчиков. Военную службу в звании младшего лейтенанта начал в 1940 году в 157-м истребительном авиационном полку на аэродроме Левашово под Ленинградом. В составе этого полка служил вплоть до его расформирования в 1949 году.
На фронтах Великой Отечественной войны с июня 1941 года. Воевал на Ленинградском, Калининском, Центральном и 1-м Белорусском фронтах. Прошёл путь от рядового лётчика до командира эскадрильи. Воевал на пяти типах самолётов: И-16, ЛаГГ-3, «Харрикейн», Як-7, Як-3.
Иван Васильевич к февралю 1944 года совершил 285 боевых вылетов, в 60 воздушных боях сбил лично 15 и в группе 19 самолётов противника.

 Указом Президиума Верховного Совета СССР от 1 июля 1944 года за образцовое выполнение боевых заданий командования на фронте борьбы с немецко-фашистскими захватчиками и проявленные при этом мужество и героизм старшему лейтенанту Маслову Ивану Васильевичу присвоено звание Героя Советского Союза с вручением ордена Ленина и медали «Золотая Звезда». 
Свой последний за войну, 350-й боевой вылет капитан И. В. Маслов совершил 1 мая 1945 года. Всего за годы Великой Отечественной войны командир эскадрильи капитан И. В. Маслов совершил 342 боевых вылета, провёл 70 воздушных боёв, в которых сбил лично 23 и в составе группы 15 самолётов противника.
В 1948 году он был одним из тех, кто первым начал осваивать новую технику — вертолёты. В 1951 году в городе Пушкино им впервые была подготовлена группа лётно-технического состава и 9 винтокрылых машин Ми-1 для участия в параде, посвященном Дню воздушного флота.
В 1952-1955 – заместитель начальника по лётной подготовке 5-го учебнотренировочного центра ВВС (посёлок Тёплый Стан, ныне в черте Москвы). В 1954 году окончил Центральные лётно-тактические курсы
усовершенствования офицерского состава ВВС (город Липецк). С декабря 1955 – старший лётчик-инспектор авиационного отряда Управления пограничных войск СССР. С октября 1959 года полковник Маслов – в
запасе.
Поступил на лётную работу в Гражданский воздушный флот. В 1970—1976 годах работал шеф-пилотом в 235-м авиаотряде Внуково, в составе которого выполнял транспортные перевозки и полёты с членами правительства. С 1984 года И. В. Маслов на пенсии. 
Жил в Москве.
Умер 30 марта 2011 года.
Похоронен на Даниловском кладбище.

## Награды
- Медаль «Золотая Звезда» Героя Советского Союза (01.07.1944, № 3045),
- орден Ленина (01.07.1944),
- три ордена Красного Знамени (04.09.1942; 09.07.1943; 16.06.1945),
- орден Александра Невского (№ 22726 от 20.12.44),
- орден Отечественной войны 1-й степени (06.04.85),
- орден Красной Звезды (30.12.56),
- медаль «За отвагу» (29.06.42),
- медаль «За боевые заслуги» (1950),
- медаль «За оборону Ленинграда»,
- медаль «За победу над Германией в Великой Отечественной войне 1941—1945 гг.»,
- медаль «За взятие Берлина»,
- медаль «За освобождение Варшавы».